# 曼努埃尔·格雷费
曼努埃尔·格雷费（德語：Manuel Gräfe，1973年9月21日—）是一位德国足球裁判，现注册于柏林足球协会辖下的策伦多夫赫塔。他是FIFA认证的国际裁判，同时也是UEFA的一级裁判组成员。

## 裁判生涯
格雷费17岁时便在柏林完成了足球裁判考试。当时他仍效力于威丁快速的青年队，后来的克罗地亚国脚亦是他的同期队友。
格雷费自1999年起代表策伦多夫赫塔成为德国足协裁判。自2001年起，他开始执法德乙联赛；自2004年和自2007年起又分别获委任为德甲裁判和FIFA国际裁判。2004年9月12日，格雷费完成德甲首秀，在汉诺威96对阵弗赖堡的比赛中担任主裁判。他的首个国际比赛执法则发生在2007年7月28日，对阵双方为法国的朗斯和乌克兰的敖德萨黑海人。
格雷费也是柏林裁判卢茨·米夏埃尔·弗勒利希的裁判组成员之一，而后者是2005年德国赌球丑闻的主要检举人。自2000年以来，格雷费便率领一个由13位柏林人组成的裁判团队，在施特格利茨-策伦多夫开展裁判教学。在2010-11赛季，格雷费被德国足协授予年度最佳裁判称号。
2013年6月1日，格雷费在柏林奥林匹克体育场举行的2013年德国足协杯决赛上担当主哨，对阵双方分别为拜仁慕尼黑和斯图加特。整整两年后，即2015年6月1日，格雷费又在汉堡对阵卡尔斯鲁厄的升、降级附加赛中获委任为主裁判。他在比赛补时阶段作出了一个有争议的判罚，为汉堡赢得任意球机会并由马塞洛·迪亚兹主射命中，从而避免了该队首次从德国顶级联赛降级。

## 个人生活
格雷费是一位运动科学专家，现居柏林。